# Begonia lunaris
Espèce
Begonia lunaris est une espèce de plantes de la famille des Begoniaceae.
Elle a été décrite en 2008 par Eliane de Lima Jacques.